# 措普寺
措普寺位於四川省甘孜州巴塘縣，文物遺址年代判定為明。2012年7月16日公佈為第八批四川省文物保護單位。
措普寺位於四川省甘孜州巴塘縣措拉區茶洛鄉措普湖岩上側，為寧瑪派寺廟，始建於1358年，歷代都有維修，有活佛1尊（德青活佛）。目前建築占地面積30000平方米，院內有大殿1處，管家房1處，格西房1處，廚房1處，擦擦房1間，僧房40間，白塔16座；院落後方山腰上轉經房1間，建築均為藏式平頂建築。措普寺歷史悠久，寺內建築宏偉，內部壁畫栩栩如生，刻工精細。具有非常重要的歷史藝術價值。2004年被措普寺被巴塘縣人民政府公佈為縣級文物保護單位。